# Helmkopfgecko
Der Helmkopfgecko (Tarentola chazaliae, Syn.: Geckonia chazaliae), auch Helmgecko genannt, ist eine nacht- und dämmerungsaktive Echse, die zur Familie der Blattfingergeckos (Phyllodactylidae) gehört. Er ist von Südmarokko (nur entlang der Küste) über die Westsahara und Mauretanien bis in den Senegal verbreitet.

## Merkmale
Der Helmkopfgecko wird etwa 10 Zentimeter lang, inklusive eines vier Zentimeter langen Schwanzes. Der Kopf ist vom Rumpf abgesetzt und hinten mit großen helmähnlichen Höckerschuppen besetzt, denen er seinen deutschen Namen verdankt. Die Pupille ist vierfach gelappt und steht senkrecht, Augenlider fehlen. Sein Körper ist breit, an den Bauchseiten speichert er Fettreserven. Der leicht stachelige Schwanz ist dünn. Tagsüber ist der Helmkopfgecko braun mit dunklen und hellen Flecken auf dem Rücken. Der Bauch ist weißlich und mit vielen kleinen Punkten versehen. Nachts nimmt der Gecko eine hellgraue Farbe an.
Bemerkenswert ist, dass der Helmkopfgecko als einzige Wirbeltierart nachts Farben erkennen kann. Diese Eigenschaft haben die Geckos ihren äußerst lichtempfindlichen Augen zu verdanken. Die Stäbchenzellen der Netzhaut des Helmgeckos sind laut Forschern der Universität Lund in Schweden circa 350 Mal lichtempfindlicher als jene der menschlichen Augen bei Dämmerlicht.

## Lebensweise

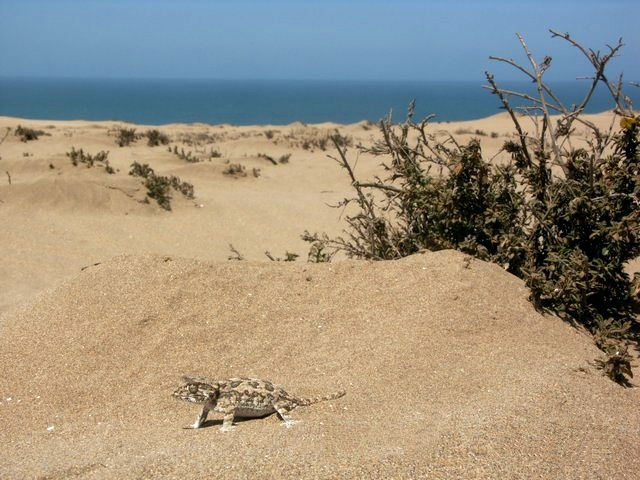
Helmkopfgecko in Dünen

Helmkopfgeckos sind bodenbewohnend und leben in mit Euphorbien und Salzpflanzen bewachsenen Dünen und Hammadas (Fels- und Steinwüsten). Sie ernähren sich von Insekten und anderen Gliederfüßern. Nachts geben sie schnarrende melodische Geräusche von sich. Untereinander sind die Echsen aggressiv. In kühleren Regionen ihres Verbreitungsgebietes halten sie in der kalten Jahreszeit von Ende Dezember bis Anfang Februar einen Winterschlaf. Danach beginnt die Fortpflanzungszeit. Bei der Paarung verbeißt sich das Männchen in den Nacken des Weibchens. Es werden im Schnitt 13 Eier gelegt, die eine Größe von etwa 13–15 × 10–11 Millimeter haben. Bei einer Terrariennachzucht schlüpften die Jungtiere nach 47 Tagen. Sie waren dann 37 bis 40 Millimeter lang und dunkelgrau gefärbt. Nach einem halben Jahr erreichten sie die Größe der Elterntiere.